# James Gabbe
James Isaiah Gabbe (* 1944 Middletown, New York) je americký filmař, spisovatel, novinář, fotograf, dokumentarista a bývalý voják. Ve svých románech a dokumentech přibližuje historii.

## Život a dílo
James Gabbe se narodil v Middletownu v New Yorku. Na Brownově univerzitě vystudoval historii a na Kolumbijské univerzitě žurnalistiku. Vyučuje na univerzitách v Číně i ve Spojených státech.
Svou kariéru začal jako korespondent The Boston Globe, Providence Journal-Bulletin a dalších periodikách ve státě Massachusetts. Sloužil v americké armádě, získal hodnost kapitán. Rok sloužil ve Vietnamu. Pro ministerstvo obrany sepsal kapitolu o historii války ve Vietnamu, za níž získal řadu vyznamenání. Své zkušenosti popsal v románu LaRue's Maneauvers (2006).
Gabbe napsal svůj první scénář k divadelní hře MARCH, ve které se snaží porozumět tomu, jak v civilizovaném Německu mohl nastoupit k moci Hitler. O scénář projevila zájem také filmová studia. V současnosti drží práva ke scénáři společnost TriStar.
Jeho další kniha, doplněná tisíci fotografiemi The Universe of Union Square (2010), mapuje historické okamžiky odehrávající se na náměstí Union Square na Manhattanu.
James Gabbe je spoluzakladatelem nezávislé filmové společnosti Citizenarts zaměřené na dokumentární filmy. Sám se režisérsky a producentsky podílel na dokumentu o vzestupu Číny jako ekonomické velmoci Journey with the Giant, A More–or less–Perfect Union o spojení a rozpadu Spojených států a To the Mountaintops, který analyzuje vzestup Číny a Indie jako globálních velmocí.
Založil PR společnost gabbegroup, která vytváří strategie pro komerční firmy i pro neziskové organizace nebo vzdělávací instituce.